# Азіаго (сир)

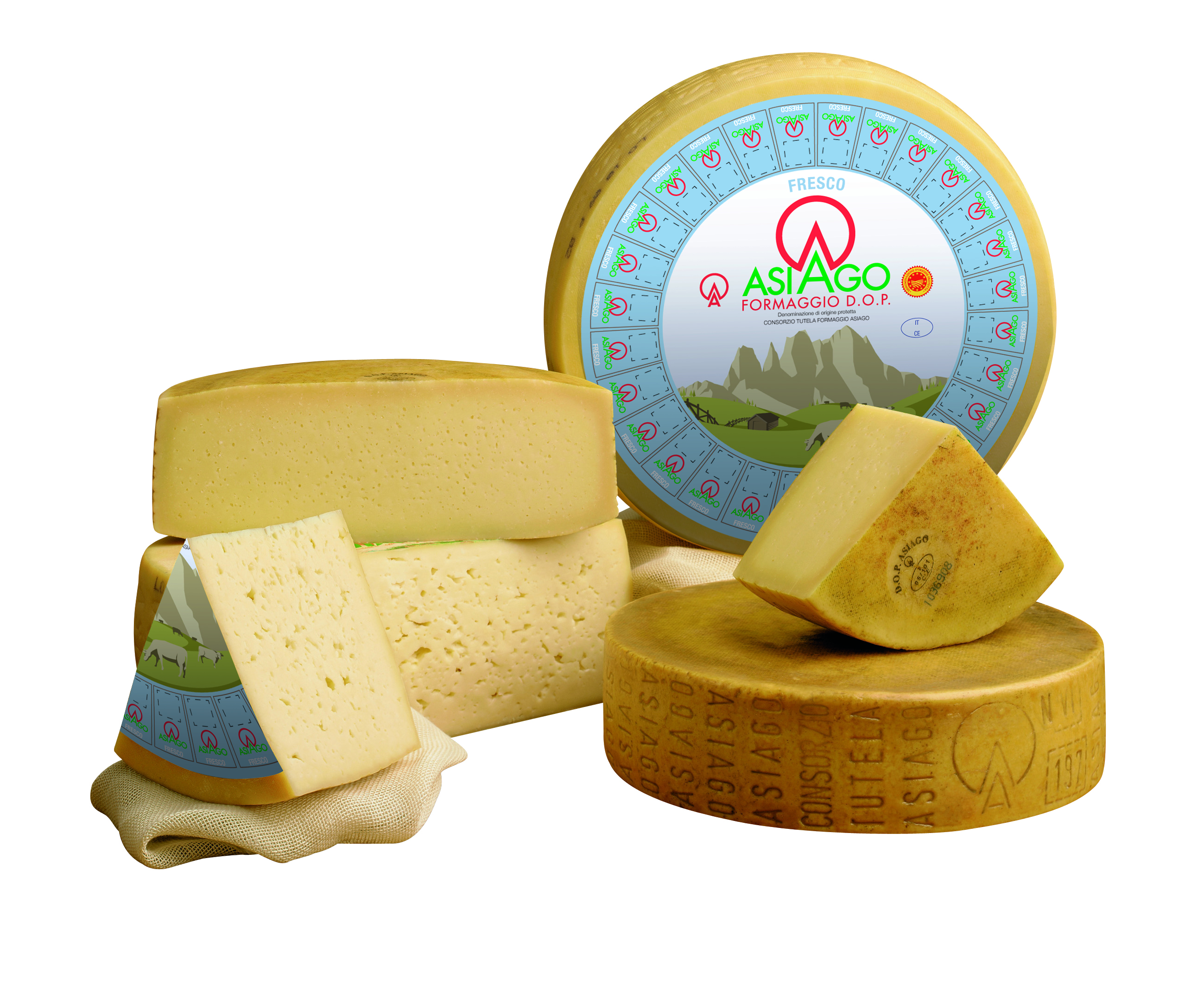
Різновиди азіаго

Азіаго (італ. Asiago) — італійський сир з коров'ячого молока, який виробляється в провінціях Віченца, Падуя, Тренто, Тревізо. Назву сир отримав від гірського плато Азіаго.  

## Історія
Сир має давню історію. технологія виробництва відома з ХІ сторіччя, коли сир вироблявся з овечого молока. З молока корів сир виробляється щонайменше з початку XVI сторіччя. На початку XVII століття виробництво поширилося на сусідні райони плато Азіаго: передгір'я, навколишні рівнини та сусідні альпійські пасовища в Трентіно. У 1955 році отримав статус італ. Denominazione Tipica. У 1978 році азіаго отримав статус продукту захищеного за походженням — DOP. У 1979 був створений консорціум виробників азіаго (італ. Consorzio per la tutela del formaggio Asiago).

## Різновиди
Виділяють два основні типи азіаго — молодий (fresco або pressato) та витриманий (d'allevo або stagionato). Технологія їх виробництва відрізняється. Витриманий азіаго в свою чергу поділяється ще на 3 різновиди — mezzano, vecchio, stravecchio.
- Азіаго фреско (італ. Asiago fresco) — витримується не менше 20 днів. Характеризується білим кольором, великою кількістю помітних та неправильних отворів. Має м'який смак, аромат молока та вершків.
- Азіаго меццано (італ. Asiago mezzano) — витримується 3—8 місяців. Гарний столовий сир.
- Азіаго веккіо (італ. Asiago vecchio) — твердий, компактний, солом'яно-жовтого кольору, із середніми отворами та сильним ароматом, схильний до пряного смак.
- Азіаго стравеккіо (італ. Asiago stravecchio) — вік два роки і більше сирна маса дуже тверда, зерниста, солом’яного кольору, з досить маленькими отворами. Смак інтенсивний[2].

## Технологія виробництва
Молодий азіаго виробляється з використанням незбираного молока. В напівзварене молоко при температурі 35 °C додають сичужний фермент. Після отримання сирної маси її звільняють від сироватки і розбивають до розміру шкаралупи волоського горіха, після чого знову нагрівають приблизно при 45 °C. Після цієї операції проводять перше сухе соління і сирну масу поміщають у спеціальні формочки з перфорованими стінками. Після цього форму пресують пресом, як правило, гідравлічним, протягом приблизно чотирьох годин. Згодом форми обмотують збоку пластиковими стрічками, на яких накладається назва італ. Asiago на всю форму, і розміщують у прохолодній кімнаті, яка називається італ. frescura, на 2—3 дні для підсушування. Форми знімають для проведення останнього засолювання за допомогою розсільної ванни ще протягом двох днів і, нарешті, сирні голови ставлять дозрівати протягом періоду від 20 до 40 днів. Готовий сир має циліндричну форму діаметром 30—40 см і висотою близько 15 см. Середня вага однієї форми — 11—15 кг.
Витриманий азіаго виробляють з коров'ячого молока від двох доїнь (вранці та ввечері), одна порція молока знежирена. Для цього типу Азіаго сирну масу розбивають спеціальним інструментом для подрібнення сирної маси, який називається італ. spino, до розміру рисового зерна. Згодом сир нагрівають ще двічі, спочатку до 40 °C, а потім до 47 °C. На цьому етапі, сирий продукт розкладають у форми з назвою торгової марки італ. Asiago солять у розсолі та залишають для дозрівання. Готовий сир має циліндричну форму діаметром 30—35 см і висотою близько 10 см; вага кожної сирної голови коливається від 8 до 12 кілограмів. Шкірка тонка, але тверда, гладенька і правильна, бурштинового кольору, а у старого і дуже старого сиру коричнева.

## Вживання
Азіаго вживають як самостійну страву. Молодий сир гарно поєднується з білими винами, витриманий — з к'янті. Також використовують у подрібненому вигляді при приготуванні різноманітних страв. 